# دسافاتارام (فلم)
دسافاتارام (أي أفاتار العاشر)  (بالإنجليزية: Dasavathaaram، بالفارسية: ده زندگی، بالفرنسية: Dasavathaaram): هو فيلم أكشن ملحمي بالتاميلية الهندية لعام 2008. قام بكتابته كمال حسن، كما قام ببطولته كمال حسن في عشرة أدوار مميزة، إلى جانب كلا من أسين، وجايا برادا، وماليكا شيرويت، وكي آر فايجا، وريخا، وناجيش، ونابوليون. في الفيلم، اضطر عالم التقانة الحيوية جوفيند لسرقة قارورة تحتوي على عامل حيوي قاتل من رئيسه الفاسد، الذي كان ينوي بيعها لإحدى دول محور الشر. في الوقت نفسه، يتعرض جوفيند للمطاردة من قبل مرتزق أمريكي يدعى كريستيان فليتشر، وضابط شرطة هندي يدعى بالرام نايدو، ومجموعة من الأحداث المظلمة. يشارك العديد من الأشخاص الآخرين أيضًا في رحلة جوفيند وترتبط جميع قصصهم فيما بعد زلزال وتسونامي المحيط الهندي 2004. يتضمن الفيلم العديد من المواضيع والفلسفات، بما في ذلك نظرية فوضى الكون، وتأثير الفراشة، ووجود الله، والطوائف الإثنية، ورهاب الإسلام، والفيشنوية، والحتمية.